# Rieden am Forggensee
Rieden am Forggensee este o comună din landul Bavaria, Germania.
1. ↑  Ergebnisse der Wahlen zum ersten Bürgermeister am 15. und 29. März 2020 (PDF) (în germană), accesat în 9 iunie 2022
2. ↑  Alle politisch selbständigen Gemeinden mit ausgewählten Merkmalen am 31.12.2018 (4. Quartal) (în germană), Statistisches Bundesamt[*], arhivat din original la 10 martie 2019, accesat în 10 martie 2019